# Українсько-ефіопські відносини
Українсько-ефіопські (етіопські) відносини — це двосторонні відносини між Україною та Ефіопією у галузі міжнародної політики, економіки, культури, науки тощо.

## Історія дипломатичних відносин
Першою спробою встановлення українсько-ефіопських дипломатичних відносин було призначення Урядом Української Народної Республіки в екзилі у червні 1925 року Євгена Бачинського своїм офіційним представником при Уряді Ефіопської імперії у Аддис-Абебі, але він не приступив до виконання обов'язків. У 1966–80 роках провідним хірургом Збройних сил Ефіопської імперії та консультантом імператора Хайле Селассіє I і його родини був колишній лікар Дружин українських націоналістів Степан Зощук.
Ефіопія визнала незалежність України 2 січня 1992 року. Дипломатичні відносини між Україною і Ефіопією встановлені 1 квітня 1993 року. 
Протокол про встановлення дипломатичних відносин між Україною та Ефіопією від 01.04.1993.

### Дипломатична місія України в Ефіопії
Посольство України в Ефіопії  було відкрито 2005 року, воно знаходиться в столиці та найбільшому місті-регіоні Ефіопії Аддис-Абеба. Зона відповідальності — Республіка Уганда, Республіка Джибуті, Республіка Сейшельські Острови.
Завдання Посольства України в Аддис-Абебі полягає у представленні інтересів України і сприянні розвитку політичних, економічних, культурних, наукових та інших зв'язків, а також у захисті прав та інтересів громадян і юридичних осіб України, які перебувають на території Ефіопії. Посольство сприяє розвитку міждержавних відносин між Україною і Ефіопією на всіх рівнях з метою забезпечення гармонійного розвитку взаємних відносин, а також співробітництва з питань, що становлять взаємний інтерес.
Посли України в Ефіопії:
- Рибак Олексій Миколайович (2000–2004)
- Дем'яненко Владислав Олексійович (2005–2009)
- Буравченков Олександр Володимирович (з 2009 і до теперішнього часу)[6]

Ефіопія досі не має дипломатичного або консульського представництва в Україні. Інтереси Ефіопії в Україні представляє за сумісництвом Посол Ефіопії в Російській Федерації, Касахун Дендер.

## Торговельно-економічне співробітництво
На сьогодні найактивніше і найбільш перспективне співробітництво між Україною і Ефіопією має місце у військовій сфері. Свого часу СРСР забезпечував близько 44% потреб африканських держав у військовій техніці, озброєнні і спорядженні і був основним постачальником зброї для цілої низки африканських країн, серед них і Ефіопії; відтак на озброєнні ефіопської армії залишається зброя радянського виробництва в величезній кількості. Нині вона, природно, потребує ремонту та модернізації — послуга, що може бути запропонована і надана Україною.
Міністерство національної оборони Ефіопії вже вступало в співробітництво з українською державною компанією «Укрспецекспорт» з приводу придбання військової техніки. Так, на початку червня 2011 року було укладено контракт на поставку 200 модернізованих танків загальною вартістю понад 100 млн $. За інформацією «Укрспецекспорт», цей контракт увійшов у вісімку найбільших контрактів на поставку військової техніки із укладених Україною за останні (на момент укладення контакту) 15 років. 
Одночасно з «Укрспецекспортом» було укладено контракти на обслуговування та ремонт парку ОВТ Т-72 ВС Ефіопії (на озброєнні Сухопутних військ Ефіопії є 60 ОБТ Т-72, реекспортованих з Ємену в 2003 році). Згідно з оприлюдненою Державною службою експортного контролю України офіційною інформацією, Україна відвантажила Ефіопії 72 ОБТ Т-72 в 2011 році і ще 99 танків в 2012 році.
Досить продуктивне співробітництво має місце і в продовольчій сфері. З метою стабілізації внутрішнього ринку зерна Ефіопія імпортує з України пшеницю; так, в третій чверті 2014 року Ефіопії було продано і доставлено двома партіями 4 мільйони центнерів пшениці, котрі будуть розподілені між різними регіонами країни і частково використані для забезпечення продовольством малозабезпечених груп населення.

## Гуманітарне співробітництво
У 2009 році Україна вперше стала благодійним донором Всесвітньої продовольчої програми (ВПП) Організації Об’єднаних Націй, передавши до Ефіопії 1000 тонн пшениці загальною вартістю 580 тисяч доларів. Ця пожертва була призначена для забезпечення харчуванням близько п'яти мільйонів голодуючих в Ефіопії.
Виступаючи на церемонії, представник ВПП в Ефіопії підкреслив, що гуманітарна допомога України стала дуже своєчасною в умовах, коли над населенням країни нависла загроза голоду, спричиненого посухою, високою ціною на продукти харчування і фінансово-економічною кризою, а ВПП має серйозний брак ресурсів і коштів. Представник ВПП також висловив надію, що дана акція стане запорукою довгого і плідного співробітництва.
Про надання гуманітарної допомоги Федеративній Демократичній Республіці Ефіопія. Указ Президента України від 18.11.2008 № 1051/2008.
Про надання гуманітарної допомоги Федеративній Демократичній Республіці Ефіопія. Розпорядження Кабінету Міністрів України від 28.01.2009 № 181-р.

### Українські контрактники в миротворчих місіях
Місія ООН в Ефіопії та Еритреї, листопад 2004 року — липень 2008 року.
Чисельність — з 2004 по 2008 рік до складу Місії було направлено 43 офіцери ЗС України для проходження служби на посадах військових спостерігачів.
Про направлення миротворчого персоналу для участі України в Місії Організації Об'єднаних Націй у Ефіопії та Еритреї. Указ Президента України від 08.12.2000 № 1320/2000

## Перспективи міждержавних відносин між Україною і Ефіопією
Обнадійливими видаються перспективи розширення українсько-ефіопського співробітництва у військовій сфері. Ефіопія зацікавлена в посиленні і вдосконаленні своїх збройних сил у зв'язку з напруженою ситуацією в регіоні Африканського Рогу: за останнє десятиліття країна взяла участь одразу в декількох військових конфліктах із сусідніми країнами. У той же час військово-промисловий комплекс України впевнено розвивається, створюючи військово-технічне обладнання високої якості, і постійно розширює географію експорту своєї продукції.
Україні також варто взяти активну участь у вирішені таких стратегічних завдань Ефіопії, як подолання соціально-економічної відсталості, підвищення рівня освіти і фахової підготовки населення; не варто нехтувати і партнерством з ООН в питанні підтримки продовольчої забезпеченості Ефіопії — залишаючись в ряді донорів ВПП, Україна має можливість продемонструвати свою відданість справі запобігання голоду.